# Belciades virens
Belciades virens là một loài bướm đêm trong họ Noctuidae.